# Carlos Pedemonte Sabín
Carlos Pedemonte Sabín (La Habana, 14 de octubre de 1895-Ibíd., 25 de julio de 1972) fue un geógrafo y militar español.

## Biografía
Militar perteneciente al arma de infantería, en mayo de 1936 fue nombrado gobernador del Sáhara. Tras el estallido de la Guerra Civil, se mantuvo fiel a la República y regresó a la zona republicana, pasando a ser un instructor militar del nuevo Ejército Popular. Llegó a mandar milicias en la zona de operaciones centro. Posteriormente, en 1937, fue ascendido al rango de Teniente coronel. Al final de la contienda se exilió de España y se trasladó a Cuba, junto a otros exiliados republicanos. 
Durante su etapa cubana, Pedemonte fue docente en el Instituto Cívico Militar. Posteriormente también destacó en el campo de la geografía, llegando a ser jefe de la Sección de cartografía del Instituto Nacional de Reforma Agraria (INRA).